# Yanis Chelle
Yanis Sekou Chelle, né le 5 septembre 2006 à Tremblay est un basketteur international malien jouant au poste de meneur de jeu.
Il est le fils d'Éric Chelle (sélectionneur du Nigeria) et le neveu de Ludovic Chelle (ancien basketteur professionnel).

## Carrière
Yanis Sekou Chelle évolue dans les catégories de jeunes au Martigues Sport Basket. Puis il rentre au centre de formation du Fos Provence Basket en 2021.
Il joue en U18 France et en Espoirs Pro A jusqu'en 2023 avant de signer en Espoirs Pro B au Champagne Basket.
Né en France d'un père malien, Yanis Chelle choisit finalement de représenter le Mali et gagne son premier tournoi international en avril 2024.